# マジデスファイト!
『マジデスファイト!』は、TAKUYOから2002年7月4日に発売されたXbox用ソフト。同社のXbox参入ソフト第一弾で、国内Xbox初期タイトルのひとつ。
プレイフィールドは真上からの見下ろしで、スクロールなしの固定画面。対戦、または協力して遊ぶパーティーゲームの要素を強く打ち出している。マジデスとは「マジカル・デスマッチ」の略である。

## システム
魔法を使って相手と戦う、対戦アクションゲーム。
このゲームには、ステージにあるマテリアルと呼ばれる物体を拾い上げて放つと、マテリアルが魔法へと変化して爆発する「マジカルプログレス」と呼ばれるシステムがあり、それを利用して相手を攻撃することが可能である。ただし、爆発が自分にもあたってしまった場合、ダメージが付与される。

## 登場人物
マジェンタ
声 - 鈴木貴征
熱血漢の少年。
キャラ
声 - 壱智村小真
明るく元気な少女。
リンドウ
声 - 中國卓郎
東にあるトウオウという国から来た少年。
シンク
声 - 笹島かほる
リンドウ同様トウオウから来た少女。見習いの巫女だが、豪快な性格の持ち主でもある。
ジャスパー
声 - 佐伯洋史
吸血鬼の若き貴族で、ギターとサングラスが特徴。かっこよく決めるタイプだが、感情に流されやすいタイプでもある。
感情が高揚とするとヤカンになってしまう。
シェーナ
声 - 木村こてん
エルフの少女。あまりにも頭の回転が遅いため、魔法学園に通っている。
レイヴン
声 - 飯島肇
リッチというアンデッドの種族の魔法使い。攻撃的で狂気に満ちた性格だが、忘れやすく、本人が真面目にやっているつもりでも滑稽なしぐさになってしまうことがある。
セレスト
声 - 浅井晴美

ストロー
謎の妖精。

## 主題歌
イメージソング
製品マニュアルの31ページに歌詞やデータが記載されている。
「UP SIDE DOWN」
作詞 - 畑亜貴 / 作曲 - 畑亜貴 / 編曲 - 並木晃一 / 歌 - 畑亜貴、林克洋